# إليزا مانينغهام بولر
إليزابيث ليديا مانينغهام بولر (بالإنجليزية: Eliza Manningham-Buller, Baroness Manningham-Buller)، البارونة مانينغهام بولر، الحاصلة على وسام فرسان الرباط، ووسام الحمام (من مواليد 14 يوليو 1948) هي ضابطة مخابرات بريطانية متقاعدة. كانت مديرة عامة للمخابرات العسكرية، القسم 5، دائرة الأمن الداخلي البريطاني، منذ أكتوبر 2002 وحتى تقاعدها في 20 أبريل 2007، عن عمر 58 عاماً. أصبحت من اللوردات المستقلات في 18 أبريل عام 2008.

## الحياة المهنية
عملت السيدة مانينغهام بولر مدّرسة لمدة ثلاث سنوات في مدرسة كوينز غيت في كنسينغتون، لندن في الفترة من 1971 إلى 1974، بعد أن درست اللغة الإنجليزية في ليدي مارغريت هول في أكسفورد، قبل انضمامها إلى دائرة الأمن. جُنِّدت في جهاز الأمن في حفل للمشروبات عندما اقترح شخص ما أن تقابل شخصاً في وزارة الدفاع. تخصصت في مكافحة الإرهاب بدلاً من مكافحة التجسس التقليدي الذي قامت به الاستخبارات العسكرية، القسم 5 آنذاك، كانت نشطة وقت تفجير لوكربي من قبل ليبيا في عام 1988. عملت لفرع (ك) ضد الجيش الجمهوري الإيرلندي. خلال أوائل الثمانينيات من القرن الماضي، قيل إنها كانت واحدة من خمس أشخاص مدركين أن أوليغ جورديفسكي، نائب رئيس المخابرات والوكالة الأمنية الداخلية للاتحاد السوفيتي في السفارة السوفيتية في لندن، هو في الواقع عميل مزدوج.
كانت أقدم ضابطة اتصال يعمل من واشنطن العاصمة إلى مجتمع الاستخبارات الأمريكي خلال فترة حرب الخليج الأولى، قبل ترأسها قسم مكافحة الإرهاب الإيرلندي المُنشأ حديثاً من عام 1992 عندما أعطيت (الاستخبارات العسكرية، القسم 5) المسؤولية الرئيسة عن هذا العمل (من شرطة العاصمة). بعد ترقيتها إلى مجلس إدارة دائرة الأمن في العام التالي، أصبحت مانينغهام بولر المديرة المسؤولة عن المراقبة والعمليات الفنية وقامت بعمل عميل من ساوثهامبتون في عام 2001 حيث قامت بالتواصل مع كبار أعضاء الاستخبارات العسكرية، القسم 6 وجاسوس مجهول الذي نجا من محاولة اغتيال في عامي 2006 و2014. عُينت نائبة للمدير العام في عام 1997، وخلفت السير ستيفن لاندر في منصب المدير العام في عام 2002، وهي ثاني امرأة تتولى هذا المنصب بعد السيدة ستيلا ريمينغتون. كمديرة عامة، دُفِع لها 150000 جنيه إسترليني سنوياً. لها الفضل في جعل الوكالة أكثر انفتاحاً: أسست موقعاً على الويب وجندت عملاء من خلال إعلانات الصحف. تحت إشرافها، نُشرت تقديرات مخاطر الإرهاب للمرة الأولى.
في تشريف عيد الميلاد عام 2005، عُينت مانينغهام بولر كسيدة قائدة لوسام الحمام. استقالت من الاستخبارات العسكرية، القسم 5 في 21 أبريل 2007، وخلفها نائبها جوناثان إيفانز. شهد ذلك الشهر نهاية عامها الثالث والثلاثين في دائرة الأمن. رُفِعت إلى طبقة النبلاء بدور البارونة مانينغهام بولر، من نورثهامبتون في مقاطعة نورثهامبتونشاير في 2 يونيو 2008. يُقال إنها انضمت إلى دائرة الخطابة العامة. عُينت في المحكمة ومجلس كلية لندن الإمبراطورية عام 2009، لتصبح نائبة رئيس المجلس في وقت لاحق من ذلك العام، وسُميت رئيساً للمجلس في يوليو 2011. أصبحت حاكمة لمؤسسة البحوث الطبية الحيوية الخيرية ويلكم ترست في عام 2008 وأول رئيسة أنثى لمؤسسة ترست في 1 أكتوبر 2015.
في يوم القديس جورج 23 أبريل عام 2014، عُينت السيدة مانينغهام بولر سيدة مرافقة لوسام فرسان الرباط من قبل الملكة إليزابيث الثانية.

## الحياة الشخصية
كانت السيدة مانينغهام بولر الابنة الثانية في عائلة مكونة من أربعة أفراد، ولِدت لريجينالد مانينغهام بولر، الفيكونت ديلهورن الأول، وزوجته السابقة السيدة ماري ليندسي. كان والد مانينغهام بولر، اللورد ديلهورن (1905- 1980) نائباً محافظاً من 1943 إلى 1962. وثاني أكبر مسؤول قانوني في بريطانيا، المحامي العام، لاحقاً شغل منصب رئيس مجلس اللوردات لمدة عامين، وبعد ذلك أحدث لقباً نبيلاً باسم الفيكونت ديلهورن. دربت والدتها، السيدة ديلهورن الحمام الزاجل الذي استخدِم لنقل رسائل مشفرة في الحرب العالمية الثانية. أُسقِط الحمام في سلال خوص مع مظلات صغيرة فوق فرنسا وألمانيا واعتادت أن تطير عائدة إلى عش أمها حاملة المعلومات. فاز واحد من الحمام بميدالية ديكين، وأحضر أحدهم معلومات استخباراتية عن مشروع الصاروخ (في- 2) في بينيموند، ألمانيا. توفيت السيدة ديلهورن في أوكسفوردشاير في 25 مارس 2004، عن عمر يناهز 93 عاماً.
تلقت مانينغهام بولر تعليمها في مدرسة نورثهامبتون الثانوية ومدرسة بنيندين.
في 15 يوليو 1991، تزوجت من ديفيد جون مالوك ولديها خمسة أطفال من زوجها السابق.

## البيانات العامة

### دعم الحرب على الإرهاب
ألقت مانينغهام بولر خطابات أمام الجماهير المدعوة المتضمنة أعضاء من الصحافة، إضافة إلى الإدلاء ببيانات المحكمة. في 17 يونيو 2003، في مؤتمر عُقد في المعهد الملكي للخدمات المتحدة، قدمت دعمها الكامل للحرب على الإرهاب وقالت إن العلماء المنشقين أعطوا الجماعات الإرهابية المعلومات اللازمة لصنع أسلحة كيميائية وبيولوجية وإشعاعية ونووية. كما حذرت من أن تهديد الإرهاب الدولي سيكون «معنا لفترة طويلة»، وهذا هو السبب في إدخال تشريع جديد.

### خطاب في 7 يوليو 2005 تفجيرات لندن
في 10 سبتمبر 2005، تحدثت إلى جمهور في هولندا حول تفجيرات لندن في 7 يوليو 2005 وخيبة أملها لفشل الاستخبارات العسكرية، القسم 5 في وقف الهجمات، حتى عند حيازتها معلومات استخباراتية، بسبب الجمود البيروقراطي. وأضافت أن «العالم تغير وهناك ضرورة لوجود نقاش حول ما إذا كان بعض التآكل في الحريات المدنية التي نقدرها جميعاً ربما يكون ضرورياً لتحسين فرص عدم تفجير مواطنينا أثناء حياتهم اليومية».

### الموقف من الحصول على معلومات استخباراتية من خلال التعذيب
في 21 أكتوبر 2005، أعلنت هيئة الإذاعة البريطانية بي بي سي نيوز عن بيان محكمة مسرب لمانينغهام بولر إلى لوردات القانون متعلق بطرق جمع المعلومات الاستخبارية من الخارج. هذا جزء من تحقيق أجراه لوردات القانون حول ما إذا كان ينبغي على حكومة صاحبة الجلالة أن تكون على علم أن المعلومات التي تستخدمها حُصِل عليها عن طريق التعذيب. «أثبتت التجربة أن الإبلاغ عن المحتجزين يمكن أن يكون دقيقاً وربما يمكّن من إنقاذ الأرواح»، كما صرحت، معتبرةً أن الحصول على معلومات من وكالات الاستخبارات الأجنبية، التي تدخل نظام المخابرات البريطاني في البداية عبر الاستخبارات العسكرية، القسم 6، أمر حيوي في مكافحة الإرهاب. وفيما يتعلق بأخلاقيات كيفية ومكان جمع هذه المعلومات الاستخباراتية، أعلنت أن «الوكالات لن تعرف في كثير من الأحيان مكان الاحتجاز أو تفاصيله».
ومثالها لدعم الحاجة إلى جمع المعلومات الاستخباراتية من الخارج هو قضية محمد ميجوربا، وهو رجل جزائري استجوِب من قبل وكالات في بلده. جمع الأدلة من خلال هذا الاستجواب أدى إلى مداهمة في لندن والتي أدت إلى الكشف عن مؤامرة وود جرين ريسين. خمنت الصحافة بأن ميجوربا عُذب للحصول على هذه المعلومات، على الرغم من أن مانينغهام بولر أكدت أنها والاستخبارات العسكرية، القسم 5 لم تكن على علم «بالظروف الدقيقة لاستجواب الوكالات الجزائرية لميجوربا». وأكدت أنه لو طلبت الاستخبارات العسكرية، القسم 5 معلومات تتعلق بكيفية جمع المعلومات الاستخباراتية، لتعرض طلبها لتجاهل وكان من الممكن أن تتضرر العلاقة بين بريطانيا والجزائر. واختتمت بإثبات «أهمية التعاون بين الدول في مواجهة تهديد الإرهاب الدولي». أشادت شامي تشاكرابارتي، مديرة منظمة حرية حقوق الإنسان، بمانينغهام بولر لكونها «صادقة بوحشية» حول أنشطة وكالات الاستخبارات. كما ذكرت أن بريطانيا يجب ألا «تضفي الشرعية» على التعذيب كوسيلة لجمع المعلومات الاستخبارية من خلال قبول الأدلة المكتسبة بأسلوب مثل الأدلة في المحكمة. صرحت مانينغهام بولر أن أجهزة المخابرات البريطانية لا تسأل عن كيفية الحصول على المعلومات الاستخباراتية «لأن ذلك سيجعل الأمور صعبة».